# Ô Đạt
Ô Đạt (giản thể: 乌达区; phồn thể: 烏達區; bính âm: Wūdá Qū) là một khu (quận) của thành phố Ô Hải, khu tự trị Nội Mông Cổ, Trung Quốc. Quận nằm ở bờ tây (tả ngạn) của Hoàng Hà.

## Hành chính
Ô Đạt được chia ra làm 8 đơn vị hành chính cấp hương gồm 7 nhai đạo và 1 trấn. Ngoài ra quận này còn quản lí 1 đơn vị ngang cấp hương khác.
- Nhai đạo: Tam Đạo Khảm (三道坎街道), Ngũ Hổ Sơn (五虎山街道), Tân Đạt (新达街道), Ba Âm Trại (巴音赛街道), Lương Gia Câu (梁家沟街道), Tô Hải Đồ (苏海图街道), Tân Hải (滨海街道)
- Trấn: Ô Lan Náo Nhĩ (乌兰淖尔镇)

Đơn vị ngang cấp hương khác
- Khu khai phát kinh tế Ô Đạt (乌达经济开发区)